# Ferdinand von Wrangel
Ferdinand Friedrich Georg Ludwig Baron von Wrangell (rusă Фердинанд Петрович Врангель, Ferdinand Petrovici Vranghel) (n. 29 decembrie 1797, Pskov - d. 9 ianuarie 1870, Dorpat) a fost un ofițer rus de origine balto-germană. Wrangel a fost cercetător, geograf și ofițer în flota rusă. Intre anii 1828 - 1834 a fost guvernator general al Americii ruse(azi Alaska). In anul 1847 este avansat în postul de viceamiral rus. După el sunt denumite vulcanul Mount Wrangell, masivul Wrangell Mountains ca și insula Wrangell din Oceanul Arctic.